# Gruiformes
Gruiformes é uma ordem de aves que engloba 6 famílias (ou 11, segundo a classificação de Sibley-Ahlquist) de características muito distintas. A diversidade observada no grupo sugere que este seja artificial, mas até agora é esta a classificação mais aceita.
As aves gruiformes estão distribuídas por toda a Terra, excepto na Antártida e algumas ilhas oceânicas. Habitam zonas de todos os climas e de habitat diversos, desde zonas áridas ou desérticas até áreas banhadas por lagos ou rios. A maioria das espécies é terrestre, mas existem também exemplos de gruiformes arborícolas.

## Famílias
- Aramidae – carão
- Psophiidae – jacamins
- Rallidae – galinhas-de-água, carqueja, saracuras, sanãs
- Heliornithidae – ipequi
- Gruidae – grous
- Sarothruridae - frango-d'água